# Предраг Джаїч
Предраг Джаїч (серб. Предраг Ђајић, 1 травня 1922, Сараєво — 13 травня 1979, Варшава) — югославський футболіст, що грав на позиції півзахисника , зокрема, за клуб «Црвена Звезда», а також національну збірну Югославії.
Дворазовий чемпіон Югославії. Триразовий володар кубка Югославії. 

## Клубна кар'єра
Грав у складі футбольного клубу «Славія» (Сараєво), що виступав у вищому дивізіоні чемпіонату Югославії.
Фіналіст Зимового кубка 1939 року — передвісника кубка Югославії. Турнір проводився взимку 1938—1939 років, але фінальні матчі проти «Югославії» (1:5, 0:0), учасником яких був Джаїч, були зіграні через рік у січні 1940 року.. 
Також був бронзовим призером чемпіонату Югославії в сезоні 1939-1940. 20 найсильніших команд були поділені на дві групи - сербську і хорватсько-словенську. «Славія» стала третьою у сербській лізі, а потім також посіла третє місце і у фінальному турнірі для шести команд. На рахунку Джаїча 8 матчів у фінальному турнірі і гол.
Завдяки третьому місцю у чемпіонаті, «Славія» отримала можливість виступити у престижному центральноєвропейському Кубку Мітропи 1940, у якому того року брали участь лише клуби з Угорщини, Югославії і Румунії, через початок Другої світової війни. У чвертьфіналі «Славія» зустрічалась з сильним угорським «Ференцварошем». В домашньому матчі команда з Сараєво сенсаційно перемогла з рахунком 3:0, завдяки двом голам найвідомішого нападника клубу Милана Райлича і голу Бранко Шаліпура. У матчі-відповіді лідер «Ференцвароша» Дьордь Шароші, який не грав у першій грі, забив 4 голи, а його команда перемогла з рахунком 11:1 і вийшла у півфінал. 
В 1945 році брав участь у складі збірної республіки Боснія і Герцеговина у першому післявоєнному чемпіонаті Югославії. Боснія і Герцеговина з рахунком 1:6 програла Хорватії. 
З 1946 року виступав за команду «Црвена Звезда», кольори якої і захищав протягом усієї своєї кар'єри гравця, що тривала десять років. За цей час двічі виборював титул чемпіона Югославії і тричі ставав володарем кубка Югославії. 

## Виступи за збірну
1949 року дебютував в офіційних матчах у складі національної збірної Югославії. Протягом кар'єри у національній команді провів у її формі 17 матчів.
У складі збірної був учасником чемпіонату світу 1950 року у Бразилія, де зіграв зі Швейцарією (3-0), з Мексикою (4-1) і з Бразилією (0-2). 
Помер 13 травня 1979 року на 58-му році життя у місті Варшава.

## Статистика виступів

### Статистика виступів у кубку Мітропи
| №                      | Розіграш               | Стадія                 | Дата та місце проведення | Команда 1              | Рахунок | Команда 2        | Голи |
| ---------------------- | ---------------------- | ---------------------- | ------------------------ | ---------------------- | ------- | ---------------- | ---- |
| 1                      | 1940                   | 1/4                    | 19.06.1940 Сараєво       | Славія (Сараєво)       | 3:0     | Ференцварош      |      |
| 2                      | 1940                   | 1/4                    | 23.06.1940 Будапешт      | Ференцварош            | 11:1    | Славія (Сараєво) |      |
| Всього у кубку Мітропи | Всього у кубку Мітропи | Всього у кубку Мітропи | Всього у кубку Мітропи   | Всього у кубку Мітропи | 2       |                  | 0    |

## Титули і досягнення
- Чемпіон Югославії (2):

«Црвена Звезда»: 1951, 1952—1953
- Володар Кубка Югославії (3):

«Црвена Звезда»: 1948, 1949, 1950